# Walter Crum
Walter Crum  (* 1796 in Glasgow; † 5. Mai 1867 in Rouken) war ein schottischer Chemiker und Unternehmer.

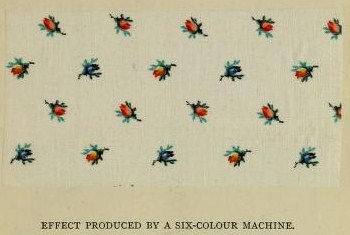
Kaliko-Druck der Firma von Crum

Crum war der Sohn eines Besitzers einer Kattundruckerei, die er auch nach dem Chemiestudium in Glasgow an der Anderson’s University (bei Thomas Graham) und zwei Jahren bei dem Chemiker und Kattundrucker James Thomson (1779–1850) übernahm. Sitz der Firma war Thornliebank bei Glasgow.
Er befasste sich mit Färberei und Textildruck und veröffentlichte darüber 14 Arbeiten. Zu seinen Leistungen in der Chemie zählen:
- Reinigung von Indigo durch Sublimation, Darstellung von Indigosulfonsäuren (1823)
- Färbetheorie von Textilfasern mit Absorption der Farbe als Folge von Kapillarität (1843)
- ein Blutlaugensalz-Indikator für das Bleichmittel Hypochlorite (1840)
- Bleidioxidtest für Mangan (1845). Im selben Jahr gelang ihm auch mit Bleichmitteln die Darstellung von Kupferoxid mit dreiwertigem Kupfer.
- Nachweis von Nitraten mit Schwefelsäure und Quecksilber (1847) und in diesem Zusammenhang Darstellung von reinem Stickoxid
- Darstellung kolloidalen Aluminiums (1854) aus Kochen von Aluminiumacetatlösung.

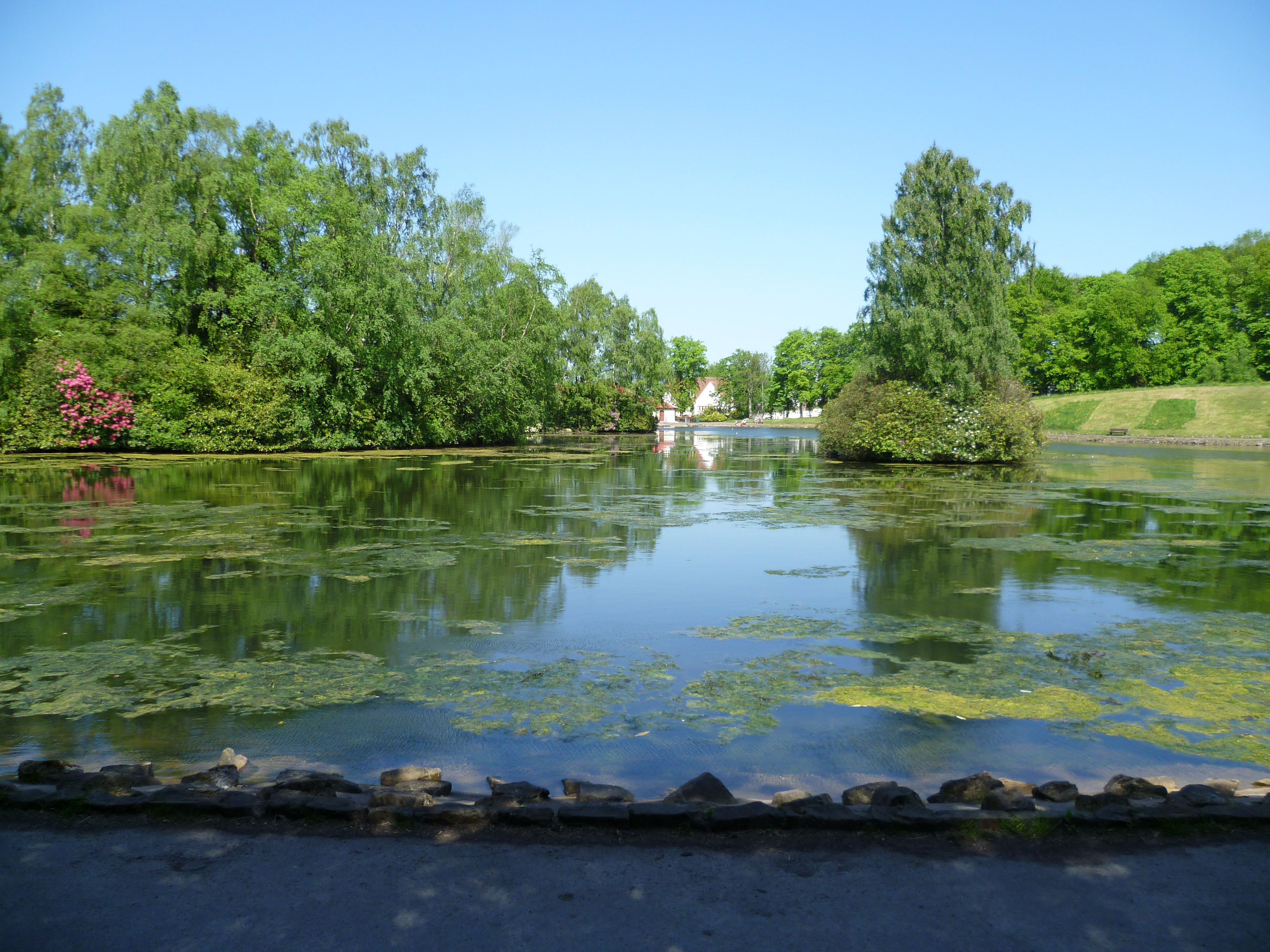
See im Rouken Glen Park

Crum kaufte später den Rouken Glen Park bei Giffnock, das von einem Nachfahren der Stadt Glasgow gestiftet wurde. 1844 wurde er Fellow der Royal Society. Sein Sohn Alexander Crum war Parlamentsmitglied und Vater des Koptologen Walter Ewing Crum. Seine Tochter Margaret war mit dem Physiker Lord Kelvin verheiratet.